# Walter M. Iber
Walter M. Iber (* 14. September 1979 in Graz) ist ein österreichischer Historiker. Er ist Professor für Wirtschafts- und Sozialgeschichte am Institut für Geschichte der Karl-Franzens-Universität Graz, Vorstandsvorsitzender der Österreichischen Gesellschaft für Unternehmensgeschichte und Mitglied der Historischen Landeskommission für Steiermark.

## Leben
Walter M. Iber verbrachte Kindheit und Jugend in Riegersburg und St. Kind in der Südoststeiermark. Er besuchte die Knabenvolksschule und die Hauptschule in Riegersburg sowie das Bundesoberstufenrealgymnasium in Jennersdorf, wo er 1998 maturierte. Nach dem Präsenzdienst belegte Iber ab dem Wintersemester 1999/2000 das Diplomstudium der Geschichte an der Karl-Franzens-Universität Graz und wählte in Ergänzung dazu eine freie Fächerkombination. Das Diplomstudium schloss er 2004 „summa cum laude“ ab, im selben Jahr begann er seine Tätigkeit als wissenschaftlicher Mitarbeiter am Ludwig Boltzmann Institut für Kriegsfolgen-Forschung unter der Leitung von Stefan Karner. Von 2004 bis 2009 absolvierte Walter M. Iber an der Uni Graz das Doktoratsstudium, welches er ebenfalls „summa cum laude“ abschloss. 2006 war er Stipendiat am Österreichischen Historischen Institut in Rom.
Ab Mai 2013 arbeitete Iber als Universitätsassistent am Institut für Wirtschafts-, Sozial- und Unternehmensgeschichte an der Sozial- und Wirtschaftswissenschaftlichen Fakultät der Universität Graz. 2018 folgte die Habilitation mit der Lehrbefugnis im Fach Wirtschafts-, Sozial- und Unternehmensgeschichte. Im Sommer 2023 erhielt er den Ruf auf die Professur für Wirtschafts- und Sozialgeschichte am Institut für Geschichte der Universität Graz, wo er den gleichnamigen Arbeitsbereich („WISOG“) leitet. Walter M. Iber vertritt in Forschung und Lehre die „Brücke WISOG“, eine interfakultäre Kooperation zwischen Geisteswissenschaftlicher und Sozial- und Wirtschaftswissenschaftlicher Fakultät an der Uni Graz.

## Werk
Walter M. Ibers frühe Arbeiten widmeten sich der Politikgeschichte und insbesondere der Geschichte der Christlichsozialen Partei in Österreich. Ab 2006/07 wandte er sich in seinem Dissertationsprojekt schließlich der Besatzungszeit 1945–55 und hier insbesondere der wirtschaftlichen Ausbeutung der auf Ostösterreich konzentrierten Erdölwirtschaft durch die Sowjetunion zu. Es entstand daraus seine erste Monographie: Die Sowjetische Mineralölverwaltung in Österreich. Zur Vorgeschichte der OMV, 1945–1955.
Seither decken seine Forschungen thematisch ein sehr breites Spektrum ab: Sozial-, Gesellschafts- und Wirtschaftsgeschichte des Sports, Finanzgeschichte sowie Finanz- und Wirtschaftspolitik stehen ebenso im Fokus wie die Aufarbeitung ökonomischer Transformationsprozesse mittels Oral History, die österreichischen Wirtschaftsbeziehungen zu den Staaten des ehemaligen „Ostblocks“ und – insbesondere – die Unternehmensgeschichte. Bezugnehmend auf letztere entstammen seiner Feder unter anderem Studien über die Ski- und die Holzindustrie.  
2017 initiierte Walter M. Iber die „Grazer Wirtschaftshistorischen Dialoge“, ein Tagungsformat, das seither jährlich im November/Dezember stattfindet und dem Austausch zwischen Studierenden, Nachwuchskräften und internationalen Fachkolleg:innen dient. Im Science to Public-Bereich zeichnet er seit 2017 für die jährlich erscheinende Zeitschrift „Business History Monat“ mitverantwortlich.
Gemeinsam mit Thomas Krautzer entwickelte Walter M. Iber den „Grazer Ansatz“ der Unternehmensgeschichte, der in Forschung und Lehre zur Anwendung kommt und Business History in enge Beziehung zu strategischer Unternehmensführung setzt.
Auf Einladung der Adelsfamilie Liechtenstein verfasste Iber ein Buch über die Feste Riegersburg, an deren Fuße er aufwuchs und deren Geschichte er vom Mittelalter bis in die Gegenwart beleuchtet. Das Werk erschien 2025 im Leykam-Verlag.      

## Schriften (Auswahl)
- Erdöl statt Reparationen. Die Sowjetische Mineralölverwaltung in Österreich 1945–1955, in: Vierteljahrshefte für Zeitgeschichte 57 (2009), Heft 4 – Erdöl statt Reparationen. Die Sowjetische Mineralölverwaltung (SMV) in Österreich 1945–1955.
- Die Sowjetische Mineralölverwaltung in Österreich. Zur Vorgeschichte der OMV, 1945–1955. StudienVerlag, Innsbruck – Wien – Bozen 2011.
- Erst der Verein, dann die Partei. Der steirische Fußball und seine Traditionsklubs im Nationalsozialismus. Leykam-Verlag, Graz 2016.
- Football in Graz during the Second World War: The Traditional Clubs SK Sturm and GAK from 1939 to 1945, in: Herzog, Markwart – Brändle, Fabian (Hg.): European Football During the Second World War. Training and Entertainment, Ideology and Propaganda. Peter Lang, Oxford 2018. 95–120.
- Inflation, hyperinflation and financial reconstruction. Austria 1914–25, in: Bonoldi, Andrea –  Leonardi, Andrea – Lorandini, Cinzia (Hg.): Wartime and Peacetime Inflations in Austria-Hungary and Italy (1914–1925). Steiner Verlag, Stuttgart 2019, 17–31.
- Occupation and Exploitation. Soviet Economic Policy toward Austria from 1945 to 1955/63, in: Stelzl-Marx, Barbara – Karner, Stefan (Hg.): The Red Army in Austria. Aspects of Soviet Occupation 1945–1955. Harvard University Press, Harvard 2020, 123–148.
- Post-war Economies (Austria-Hungary), in: 1914–1918–online. International Encyclopedia of the First World War, ed. by Ute Daniel, Peter Gatrell, Oliver Janz, Heather Jones, Jennifer Keene, Alan Kramer, and Bill Nasson, issued by Freie Universität Berlin. 04/2020. 2020. https://encyclopedia.1914-1918-online.net/article/post-war-economies-austria-hungary/ doi:10.15463/ie1418.11462.
- Wirtschaft und Region. Transformationsprozesse im internationalen Vergleich. LIT-Verlag, Wien 2021. (gemeinsam mit Thomas Krautzer)
- From Pioneer to Latecomer: Relations between Austria and the Soviet Union (Russia) in the Oil and Gas Sector, in: The Hungarian Historical Review: acta historica academiae scientiarum hungaricae - new series. 13,4. 2024. 596–622. doi:10.38145/2024.4.596. (gemeinsam mit Christoph Huber)

- "Diversification Hysteria": The Development of the Austrian Ski Industry from the 1970s to the 1990s, in: Busset, Thomas – Praher, Andreas (Hg.): Shared Tracks. Skiing in Austria and Switzerland in Culture and Society. Neuchátel. Éditions CIES - Centre International d'Editude du Sport. 2025. 83–101.

- Die Riegersburg. Eine Festung im Wandel der Zeit. Leykam-Universitätsverlag, Graz 2025.

Zur vollständigen Publikationsliste: Iber Walter - Profil - Forschungsportal - Karl-Franzens-Universität Graz